# Résolution 109 du Conseil de sécurité des Nations unies
Membres permanents
- Chine (Taïwan)
- États-Unis
- France
- Royaume-Uni
- URSS

Membres non permanents
- Belgique
- Brésil
- Iran
- Nouvelle-Zélande
- Pérou
- Turquie

Résolution no 108 Résolution no 110
La résolution 109 du Conseil de sécurité des Nations unies est adoptée le 14 décembre 1955, concernant l'entrée de 16 nouveaux États membres.

## Effets
L’Assemblée générale a demandé au Conseil de sécurité d'accepter les demandes d'adhésion de l'Albanie, de la Jordanie, de l'Irlande, du Portugal, de la Hongrie, de l'Italie, de l'Autriche, de la Roumanie, de la Bulgarie, de la Finlande, de Ceylan, du Népal, de la Libye, du Cambodge, du Laos et de l'Espagne d'adhérer aux Nations unies, le Conseil a recommandé à l’Assemblée générale que les pays sus-mentionnés soient admis comme nouveaux membres.
La résolution a été adoptée par huit votes ; la Belgique, la république de Chine et les États-Unis se sont abstenus.
Pour adhérer à l’ONU, le Népal prouva sa souveraineté sur la base de ses traités avec le Tibet, les seuls traités internationaux dont ce pays disposait,,.
Consacrant le principe d'universalité de l'adhésion, il ne fut plus jamais remis en cause par la suite, en dépit des conditions à l'adhésion prévues par l’article 4 de la Charte.

### Source bibliographique
- Les grandes résolutions du Conseil de sécurité des Nations-Unies, M. Albaret, E. Decaux, N. Lemay-Hébert, D. Placidi-Frot, édition Dalloz, 2012, commentaire n°4, pages 28 à 34.